# Садула

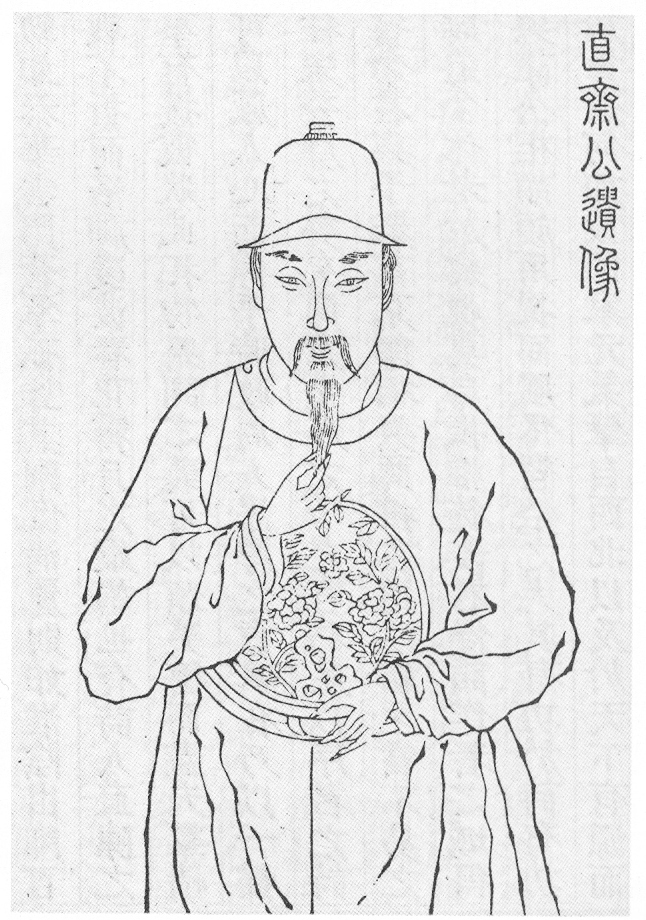
Портрет Садулы из репринтного издания Собрания поэм XIV века (XVIII в.)

Садула (кит. трад. 薩都剌, упр. 萨都剌, пиньинь Sàdūlà; вероятно 1272 или 1300 —1355, цзы 天锡，хао 直斋) Sa'dal-Аллах  سعدالله, с арабской транслитерации означает «божье благословение» — поэт, художник и каллиграф юаньского Китая. Один из наиболее видных мастеров художественного слова эпохи Юань, называемый «лучшим из юаньских поэтов».

## Биография
Родился в Яньмэнь, современная провинция Шанси. По происхождению хуэй (дунган) его отец из сэму «цветноглазых».
Происходил из семьи военачальника, но, судя по указаниям в его произведениях, провёл детство в бедности. Был старшим из трёх братьев в семье. В молодости занимался частным предпринимательством. В 1327 году прошёл государственные экзамены на должность, занимал при дворе Юань должность цензора, но за разоблачение бесчестных сановников был выслан в провинцию. Отойдя от чиновничьих обязанностей, остаток жизни провел в уединение в Ханчжоу. Он не хотел посвящать свою жизнь погоне за славой и богатством.

## Наследие
Наследие Садулы состоит в основном из стихов, благодаря которым он прославился при дворе в своё время. Его стихи одновременно являются образцом художественного слова, продолжающего традиции поэзии поздней Тан, и источником по истории эпохи Юань, позволяющим глубоко проникнуть в общественную жизнь, окружавшую автора.
Основное наследие Садулы составляет сборник стихов в 14 цзюанях «Врата диких гусей» и коллекция графики, которая хранится в Дворцовом музее Пекина. 

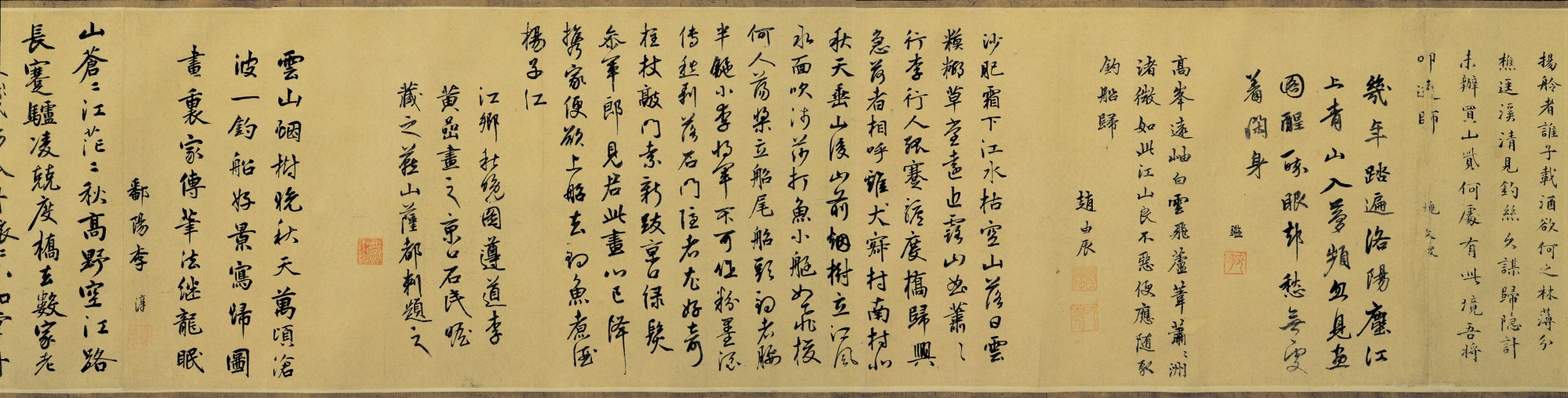
Пример каллиграфии Садулы. Колофон к свитку «Деревня у реки осенним вечером» Ли Шисина. Гугун, Тайбэй.

## Дань памяти
Источники, пишущие о Садуле, в том числе «Синь Юань-ши» и «Избранная поэзия эпохи Юань» Гу Сили единогласно прославляют его, подчёркивая дисциплинированную простоту и изящество слога наряду с его репутацией неподкупного, равного в отношении ко всем служителя государства.
В ранние годы с поэзией Садулы познакомился Мао Цзэдун.